# Ma'ajan Cvi
Ma'ajan Cvi (hebrejsky מַעְיַן צְבִי, doslova „Cviho pramen“, v oficiálním přepisu do angličtiny Ma'yan Zevi, přepisováno též Ma'ayan Tzvi) je vesnice typu kibuc v Izraeli, v Haifském distriktu, v Oblastní radě Chof ha-Karmel.

## Geografie
Leží v nadmořské výšce 63 metrů v hustě osídlené a zemědělsky intenzivně využívané pobřežní nížině.
Obec se nachází na jihozápadním okraji města Zichron Ja'akov, 3 kilometry od břehů Středozemního moře, cca 56 kilometrů severoseverovýchodně od centra Tel Avivu, cca 27 kilometrů jihojihozápadně od centra Haify a 14 kilometrů severně od města Chadera. Ma'ajan Cvi obývají Židé, přičemž osídlení v tomto regionu je převážně židovské. Ovšem 4 kilometry jihozápadně od kibucu stojí město Džisr az-Zarka osídlené izraelskými Araby a 3 kilometry severovýchodním směrem stojí rovněž arabské město Furejdis.
Ma'ajan Cvi je na dopravní síť napojen pomocí dálnice číslo 4 a místními komunikacemi v rámci města Zichron Ja'akov.

## Dějiny
Ma'ajan Cvi byl založen v roce 1938. Šlo o opevněnou osadu typu Hradba a věž. Zakladateli byla skupina židovských přistěhovalců z Německa, kteří do Palestiny přišli v roce 1935. Provizorně sídlila a procházela výcvikem v kibucu Deganija. Do nynějšího místa osadníci přišli 30. srpna 1938. Potřebné pozemky poskytlo Palestinské židovské kolonizační sdružení. V roce 1946 vesnici posílila další skupina německých Židů, kteří přežili holokaust. Na budování osady se podíleli členové mládežnického hnutí ha-Makabi ha-Ca'ir.
Koncem 40. let měl kibuc Ma'ajan Cvi rozlohu katastrálního území 878 dunamů (0,878 kilometru čtverečního).
Místní ekonomika je založena na zemědělství a průmyslu (firma na optické nástroje).

## Demografie
Podle údajů z roku 2014 tvořili naprostou většinu obyvatel v Ma'ajan Cvi Židé - cca 600 osob (včetně statistické kategorie "ostatní", která zahrnuje nearabské obyvatele židovského původu ale bez formální příslušnosti k židovskému náboženství, cca 700 osob).
Jde o menší sídlo vesnického typu s dlouhodobě kolísající populací. K 31. prosinci 2014 zde žilo 654 lidí. Během roku 2014 populace stoupla o 5,5 %.
| Rok            | 1948 | 1961 | 1972 | 1983 | 1995 | 2001 | 2003 | 2004 | 2005 | 2006 | 2007 | 2008 | 2009 | 2010 | 2011 | 2012 | 2013 | 2014 |
| -------------- | ---- | ---- | ---- | ---- | ---- | ---- | ---- | ---- | ---- | ---- | ---- | ---- | ---- | ---- | ---- | ---- | ---- | ---- |
| Počet obyvatel | 254  | 489  | 541  | 608  | 569  | 489  | 490  | 488  | 472  | 462  | 481  | 516  | 537  | 568  | 589  | 613  | 620  | 654  |